# Deportivo Llacuabamba
O Clube Social Cultural Deportivo Llacuabamba é um clube de futebol peruano do Departamento de La Libertad, Província de Pataz, Distrito de Parcoy. Foi fundada em 15 de fevereiro de 2011 e participou da primeira divisão na temporada 2020. Jogará a Liga 2 em 2021, após ser rebaixado a três rodadas do final do torneio. 

## História

### Primeiros dias
O clube vem de uma comunidade mineira, localizada a quase quinze horas da cidade de Trujillo, razão pela qual o clube recebe apoio financeiro da própria Llacuabamba. Eles começaram mandando suas partidas no Estádio Comunal de Llacuabamba, com capacidade para cerca de 500 pessoas e grama sintética.

### Copa Peru e Quadrangular de Ascenso de 2019
Em 2019, a equipa comandada pelo treinador Roberto Tristán conseguiu avançar na Copa Peru desde a fase distrital, sagrando-se campeã da liga distrital de Parcoy, vencendo a liga provincial de Patáz e posteriormente qualificando-se para a fase nacional como vice-campeã da liga departamental de La Libertad, sendo esta sua primeira participação na fase final da Copa Peru.
Na primeira fase da etapa nacional, a equipe venceu quatro de seis partidas, habilitando o clube a disputar a fase final eliminatória, onde eliminou o DIM de Lima por um placar agregado de 3 a 1 na etapa de dezesseisavos de final. Nas oitavas de final, derrotou o Las Palmas, de Chota, por 3 a 2 no resultado global. Na fase de quartas de final, acabou por vencer um dos favoritos do torneio, o Deportivo Garcilaso de Cusco após vitória por 2 a 0 no jogo de ida e empate por 1 a 1 na volta disputada no estádio Inca Garcilaso de la Vega, em uma partida polêmica que terminou em uma batalha campal.
No quadrangular final, o time empatou em 1 a 1 com o Sport Chavelines de Pacasmayo, venceu o Sport Estrella de Piúra por 5 a 0 e em 1º de dezembro de 2019 empatou em 2 a 2 com o Carlos Stein de Lambayeque, resultado que coroou o clube campeão da Copa Peru. Porém, logo após o jogo, o Carlos Stein denunciou o Llacuabamba à Comissão de Justiça da FPF por escalar indevidamente a um jogador (Milton Bermejo) que deveria estar suspenso por acúmulo de cartões amarelos. A reclamação foi validada e, dois dias depois do jogo, o título do Llacuabamba foi retirado e entregue ao elenco carlista.
Por então ter ficado em segundo ao final do quadrangular, o Llacuabamba ainda tinha a opção para subir para a primeira divisão, participando do Quadrangular de Promoção de 2019 que garantia mais duas vagas para a elite do futebol nacional. O Llacuabamba venceu o Sport Chavelines por 2 a 1, empatou em 1 a 1 com o Deportivo Coopsol e, no dia 14 de dezembro de 2019, empatou sem gols com o Atlético Grau, o que garantiu aos dois times as duas vagas na Liga 1 de 2020.

### Período na primeira divisão e queda para a segunda divisão
Depois de manter onze jogadores do elenco da Copa Peru e do Quadrangular de Ascenso, o Deportivo Llacuabamba iniciou sua participação na Liga 1 de 2020 ao perder por 3 a 2 para o Sport Boys no estádio Miguel Grau, em Callao, sob as ordens do técnico Néstor Clausen. O primeiro gol da equipe de La Libertad na Liga 1 veio por meio um gol contra de Adrián Zela, embora o atacante José Bustamante também tenha marcado.
Depois de uma péssima campanha ao longo do campeonato, no dia 21 de novembro de 2020 o Llacuabamba foi goleado por 0 a 6 pelo FBC Melgar, o que levou despromoção do clube para a Segunda Divisão de 2021.
Na Liga 2 de 2021, após uma campanha regular, o clube terminou na quinta posição no acumulado geral e se classificou para o torneio reduzido para a promoção, do qual foi eliminado logo na primeira jornada pelo Carlos Stein, que venceu o jogo único por 2-1.
Durante toda a Liga 2 de 2022 o Llacuabamba esteve longe de lutar pela promoção à primeira divisão, terminando na nona posição na tabela acumulada geral do campeonato.